# Neuromito sobre el tamaño del cerebro
El neuromito sobre el tamaño del cerebro afirma que el tamaño del cerebro determina la inteligencia, a mayor tamaño más inteligencia.

## ¿Por qué se trata de un neuromito?
El mito considera que el tamaño del cerebro determina la inteligencia.
Durante años los científicos, varones, creyeron que el hecho de que el cerebro masculino fuera de mayor peso y volumen que el femenino, o que tuviera más circunvalaciones, demostraba que los varones eran más inteligentes. El neurólogo estadounidense William A. Hammond (1828-1900), afirmaba la superioridad masculina basándose en el tamaño del cerebro.
Hammond sostenía que el cerebro de las mujeres era  inferior al de los hombres de diecinueve formas distintas, por tener menos peso, menos circunvoluciones y una sustancia gris más fina.
Paul Julius Moebius  (1853-1907), escribió Über den physiologischen Schwachsinn des Weibes (Sobre la imbecilidad fisiológica de la mujer)  apoyándose en esta idea.
Anatómicamente las mujeres tienen un cerebro más pequeño que los hombres, por regla general, pero esto no tiene relación con el grado de inteligencia
Según Helen Gardener (1853-1925), si  ese fuera el caso, los elefantes deberían ser más inteligentes que los seres humanos. De hecho, el ser humano no es el mamífero con el cerebro de mayor tamaño. Algunos autores contemporáneos continúan sosteniendo este neuromito,  a pesar de que está científicamente comprobado que  la estructura y la integridad del cerebro parecen ser lo más importantes para el cociente intelectual y que, de hecho, las personas con macrocefalia tienen un bajo nivel intelectual.
Aunque existe una asociación positiva entre el tamaño del cerebro y la inteligencia no está comprobado si las diferencias anatómicas específicas de cada región contribuyen a la inteligencia general. Debido a que se han encontrado en diversas investigaciones que las diferencias individuales en el rendimiento cognitivo se deben más a factores ambientales, de desarrollo, genéticos y neuroanatómicos
En diversas investigaciones realizadas se ha encontrado que la inteligencia del ser humano se relaciona con la cantidad de conexiones neuronales existentes en el cerebro más que con la cantidad de neuronas existentes en el mismo y aunque la cantidad de neuronas si puede influir en el tamaño del cerebro no implica una mayor inteligencia , así mismo se encontró en algunas investigaciones que la cantidad de materia gris tiene relación con la inteligencia sin embargo, esto no implica que a mayor materia gris el tamaño del cerebro sea mayor
Esta idea es un mito. De hecho, los estudios cadavéricos no mostraron ninguna pauta. El cerebro estudiado de Anatole France (1844-1924), Premio Nobel de literatura en 1921, por ejemplo, era pequeño y pesaba poco más de un kilo, y que el cerebro de Einstein era más pequeño que el del hombre promedio.
Este mito surgió debido a investigaciones antiguas donde no se tenían controlados los factores externos como los ambientales y los genéticos (altura, la edad y el nivel socioeconómico) ni se tenían herramientas sofisticadas que pudieran medir con exactitud esta correlación 